# 藤原長娥子
藤原 長娥子（ふじわら の ながこ、生没年不詳）は、奈良時代（8世紀）の宮人。藤原不比等の二女。母は不明だが、文武天皇の夫人・藤原宮子と同母で、加茂朝臣比女とも推測される。長屋王の妾となり、安宿王・黄文王・山背王（藤原弟貞）・教勝の3男1女をもうけた。

## 略歴
『続日本紀』によると、神亀元年（724年）2月、従四位下から従三位に叙せられた。同日に、同じ長屋王の正室である吉備内親王、智努女王が昇叙されており、長屋王の妻妾が揃って授位されている。さらに同じ日に正一位であった藤原宮子が大夫人となっている。史書に長娥子の名前が登場するのは、これだけである。
神亀6年（729年、この年、天平と改元）2月の長屋王の変では、妃の吉備内親王とその所生の膳夫王らは長屋王と共に自経して果てたのに対し、「長屋王の兄弟（鈴鹿王）、姉妹、子孫と妾の罪の縁坐は赦免せよ」という勅令が出され、これにより、長娥子およびその所生の子らは、不比等の血を引くことをもって特に助命された。